# Kunigunde von Nothaft
Kunigunde von Nothaft († 1370) war Äbtissin des Klosters Himmelkron bis 1370.
Kunigunde, gelegentlich auch als Katharina bezeichnet, stammte aus der Familie von Nothaft, von der eine Linie auf dem Weißenstein saß.